# طاهر أباد (كاشان)
طاهر أباد هي قرية في مقاطعة كاشان، إيران. عدد سكان هذه القرية هو 3,404 في سنة 2006.